# Ayurakitia
Ayurakitia (лат.) — род насекомых из трибы Aedini семейства кровососущих комаров (Culicidae). Иногда рассматривается как подрод в составе рода Aedes . Юго-Восточная Азия.

## Описание
У взрослых особей отсутствуют постспиракулярные щетинки и чешуйки. Облачение грудной плевры ограничивается небольшими пятнами широких серебристых чешуек на верхнем проэпистернуме, верхнем и нижнем мезокатэпистернуме и верхнем мезепимероне. О биологии известно очень мало. Личинки были собраны из бамбуковых пней и междоузлий, а также пазух бананов и пандана. Взрослые особи были найдены, отдыхая на стволах деревьев и растительности в джунглях в горных долинах. Виды Ayurakitia не имеют медицинского или экономического значения для человека.

## Систематика
Род Ayurakitia рассматривается как таксон сестринский к роду Diceromyia (Aedini) по данным Reinert et al. (2009) и Wilkerson et al. (2015).
Род Ayurakitia включают в трибу Aedini подсемейства Culicinae.
Выделяют 2 вида:
- Ayurakitia griffithi Thurman, 1954
- Ayurakitia peytoni (Reinert, 1972)